# Сејџвил (Ајова)
Сејџвил (енгл. Sageville) град је у америчкој савезној држави Ајова. По попису становништва из 2010. у њему је живело 122 становника.

## Демографија
Према попису становништва из 2010. у граду је живело 122 становника, што је -81 (-39.9%) становника више него 2000. године.
| Група             | 2000.       | 2010.       |
| Белци             | 195 (96,1%) | 120 (98,4%) |
| Афроамериканци    | 2 (1,0%)    | 0 (0,0%)    |
| Азијати           | 1 (0,5%)    | 0 (0,0%)    |
| Хиспаноамериканци | 4 (2,0%)    | 1 (0,8%)    |
| Укупно            | 203         | 122         |